# Karrantza Harana / Valle de Carranza
Karrantza Harana / Valle de Carranza (baskiska: Karrantza, Karrantza Harana) är en kommun i Spanien. Den ligger i Biscayaprovinsen i den autonoma regionen Baskien i norra delen av landet, 300 km norr om huvudstaden Madrid. Antalet invånare är 2 711 (2024). Arean är 137,82 kvadratkilometer. Karrantza Harana / Valle de Carranza gränsar till Ramales de la Victoria, Rasines, Turtzioz / Trucios, Valle de Villaverde, Artzentales, Villasana de Mena, Merindad de Montija, Soba och Lanestosa. 